# علم البيئة الصوتي
علم البيئة الصوتي (بالإنجليزية: Acoustic ecology)‏ ويُطلق عليه أحيانًا دراسات المشهد الصوتي، هو تخصص يدرس العلاقة، بوساطة الصوت، بين البشر وبيئتهم. بدأت دراسات البيئة الصوتية في أواخر الستينيات مع ريموند موراي شيفر وفريقه في جامعة سايمون فريزر (فانكوفر، كندا) كجزء من مشروع (World Soundscape). الدراسة الأولى التي أنتجها المشروع كانت بعنوان (The Vancouver Soundscape). نما الاهتمام بهذا المجال بشكل كبير بعد هذه الدراسة الرائدة والمبتكرة، وأثار مجال البيئة الصوتية اهتمام الباحثين والفنانين في جميع أنحاء العالم. في عام 1993، شكّل أعضاء المجتمع البيئي الصوتي الدولي الكبير والفعال الآن المنتدى العالمي للإيكولوجيا الصوتية.
كل ثلاث سنوات منذ تأسيس المنتدى العالمي للإيكولوجيا الصوتية في بانفبكندا في عام 1993، يتم عقد ندوة دولية. وتبعتها ستوكهولم وأمستردام وديفون وبيتربرة وملبورن. في نوفمبر 2006، عُقد اجتماع المُنتدى في هيروساكي باليابان. آخر اجتماع للمؤتمر العالمي للمنتدى كان في كولي بفنلندا.
من جذورها في علم الاجتماع الصوتي وفن الراديو لشيفر وزملائه، وجدت البيئة الصوتية تعبيرًا في العديد من المجالات المختلفة. في حين استوحى معظمهم بعض الإلهام من كتابات شيفر، فقد كانت هناك أيضًا اختلافات صحية في السنوات الأخيرة عن الأفكار الأولية. من بين التعبيرات الموسعة لعلم البيئة الصوتي، الاهتمام المتزايد بالتأثيرات الصوتية لبناء الطرق والمطارات، وشبكات واسعة النطاق من «الفونوغرافين» الذين يستكشفون العالم من خلال الصوت، توسيع نطاق الصوتيات الحيوية (استخدام الصوت من قبل الحيوانات) للنظر في استجابات الحيوانات الذاتية والموضوعية للضوضاء البشرية، بما في ذلك زيادة استخدام فكرة «البيئة الصوتية» في الأدبيات، وشائعة في تأثيرات الضوضاء البشرية على الحيوانات، مع ضجيج المحيط الذي يحظى بأكبر قدر من الاهتمام. يجد علم البيئة الصوتي تعبيرًا في العديد من المجالات المختلفة، بما في ذلك المنافذ الفريدة من نوعها مثل المشاهد الصوتية التاريخية والتصوير النفسي.

## الصوتيات الحيوية
الضوضاء بشكل عام منتج ثانوي لزيادة التحضر والتنمية. يمكن للضوضاء أن تغير البيئة الصوتية للموائل المائية والبرية. لقد أظهر تنوع الطيور انخفاضًا بسبب مستويات الضوضاء المزمنة في المدن وعلى طول الطرق. بعض الأنواع مثل القرقف الكبير المتواجد بالمناطق الحضرية قد غيّر وتيرة دعواته للتكيف. من حيث التطور، تعد الضوضاء من صنع الإنسان ظاهرة أكثر حداثة. أظهرت الأبحاث العلمية أن لديها القدرة على تغيير السلوك، وتغيير علم وظائف الأعضاء وحتى إعادة هيكلة المجتمعات الحيوانية.

## قائمة الأعمال التركيبية

### علم الآثار البيئية الصوتية
قام مارك إي موغلين (2007) بإعادة إنشاء مشهد صوتي (علم البيئة الصوتي) في جامعة كاليفورنيا، قسم الأنثروبولوجيا في بيركلي، حيث قام بدمج التقنيات التركيبية مع تسجيلات الموقع لقطعة غير قابلة للتشبع في العالم الافتراضي لسكند لايف، على «جزيرة أوكابي». في مركز الوسائط الجديدة، تم تطوير الإعداد البيئي الصوتي لمشهد الجاز السابق في أوكلاند، كاليفورنيا لإعداد العالم الافتراضي.

### "Soundmarks of Canada" لبيتر هيوز
هي عبارة عن «تركيبة تعيد إنشاء المظهر الصوتي للمجتمع، بشكل فريد من نوعه في المناطق الكندية، من الساحل إلى الساحل». المصدر: ("Soundscapes of Canada")